# Airborne Launch Control System
L'Airborne Launch Control System (en français: système de contrôle de lancement aéroporté, ALCS) fournit une capacité de lancement résistant à la force de missiles balistiques intercontinentaux LGM-30G Minuteman III de l'US Air Force. L'ALCS est exploité par des missiliers du 625th Strategic Operations Squadron (en) (STOS) du Global Strike Command (AFGSC) et de l'United States Strategic Command (USSTRATCOM). Le système d'arme est situé à bord d'E-6B Mercury de la marine américaine, qui servent de poste de commandement aéroporté "Looking Glass" (ABNCP) à l'USSTRATCOM. L'équipage de l'ALCS est intégré à l'état-major de combat ABNCP et est en alerte 24 heures sur 24.

## Concept

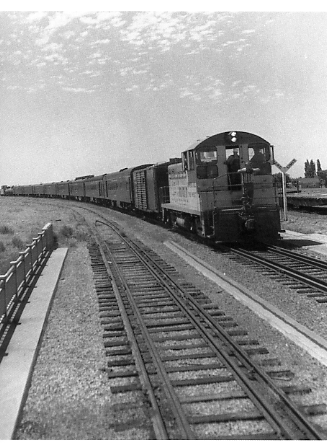
Essais d'un train mobile transportant des ICBM Munetman.

En 1962, lorsque l'ICBM Minuteman est mis en alerte pour la première fois, l'Union soviétique n'a pas le nombre d'armes, la précision ni le rendement nucléaire significatif pour détruire complètement la force ICBM Minuteman lors d'une seule attaque. Cependant, les planificateurs du Strategic Air Command (SAC) savent que ce n'est qu'une question de temps avant que les Soviétiques puissent avoir une telle capacité. Dès le début, l'Air Force expérimente l'utilisation de trains pour rendre les ICBM Minuteman mobiles, et donc plus survivants. Cependant, l'armée de l'air décide de mettre au rebut le concept d'ICBM Minuteman mobile et d'installer les missiles dans 1000 silos avec leurs 100 LCC associés. Chaque installation est dispersée à plusieurs kilomètres l'une de l'autre, de sorte que les Soviétiques ne puissent pas détruire plusieurs sites avec une seule ogive nucléaire.
À partir du milieu des années 1960, les Soviétiques commencent à gagner la parité avec les États-Unis et ont maintenant la capacité potentielle de cibler et d'attaquer avec succès la force Minuteman avec un nombre accru d'ICBM offrant des rendements et une précision supérieurs à ceux disponibles auparavant. En étudiant encore plus le problème, le SAC se rendit compte que pour empêcher les États-Unis de lancer les 1000 ICBM Minuteman, les Soviétiques n'ont pas à viser les 1000 silos de missiles Minuteman, ils n'ont qu'à lancer une frappe de décapitation désarmante contre les 100 LCC Minuteman, les sites de commandement et de contrôle, afin d'empêcher le lancement de tous les ICBM Minuteman. Même si les ICBM Minuteman auraient été laissés indemnes dans leurs silos à la suite d'une frappe de décapitation contre les LCC, les missiles ne pourraient pas être lancés sans une capacité de commandement et de contrôle. En d'autres termes, les Soviétiques n'ont besoin que de 100 ogives pour éliminer complètement le commandement et le contrôle des ICBM Minuteman. Même si les Soviétiques choisissaient de dépenser deux à trois ogives par LCC pour une espérance de dommages assurée, ils n'auraient qu'à dépenser que jusqu'à 300 ogives pour désactiver la force Minuteman ICBM, bien moins que le nombre total de silos Minuteman. Les Soviétiques auraient alors pu utiliser les ogives restantes pour frapper d'autres cibles de leur choix.
Cette théorie a motivé le SAC à concevoir un moyen survivant pour lancer les Minuteman, même si tous les sites de commandement et de contrôle au sol étaient détruits.

## Historique
Né d'un concept original visant à disposer d'une capacité de lancement aéroportée depuis l'avion "Looking Glass" du SAC pour lancer le système de communication d'urgence par fusées (en) (ERCS), le SAC modifie ce plan pour lancer également l'ensemble de la force Minuteman depuis les airs. L'ERCS est un ensemble de communications à ultra haute fréquence (UHF) placé au-dessus d'un ICBM Minuteman II à la place de son ogive nucléaire. Les équipages de missiles peuvent enregistrer un message d'action d'urgence (en) (EAM) dans l'ERCS et lancer le missile sur une trajectoire surélevée diffusant l'EAM enregistré à toutes les forces stratégiques disponibles. Placé sur un avion de commandement EC-135 modifié et soigneusement testé, l'ALCS démontre sa capacité le 17 avril 1967 en lançant un Minuteman II configuré en ERCS à partir de Vandenberg AFB. Ce premier lancement de test utilisant l'ALCS et l'ERCS montre les racines originales de l'ALCS. Tous les sites ICBM Minuteman sont modifiés et construits pour pouvoir recevoir des commandes d'ALCS.
Après avoir démontré avec succès que l'ALCS pouvait lancer un Minuteman ICBM depuis les airs, l'ALCS atteint la capacité opérationnelle initiale le 31 mai 1967. À partir de ce moment, les missiliers aéroportés restent en alerte avec des avions EC-135 équipés d'ALCS (en) pendant plusieurs décennies. Au fil des ans, les opérations de l'ALCS sont adaptées afin d'assurer l'utilisation la plus efficace de cette capacité de lancement ICBM. Avec l'ALCS maintenant en alerte 24 heures sur 24, les Soviétiques ne peuvent plus lancer avec succès une frappe de décapitation contre les LCC des Minuteman. Même si les Soviétiques tentaient de le faire, les EC-135 équipés de l'ALCS pourraient voler au-dessus et lancer les ICBM Minuteman restants en représailles.
Dès lors que l'ALCS est en état d'alerte, cela complique la planification de la guerre soviétique en forçant les Soviétiques à cibler non seulement les 100 LCC, mais aussi les 1000 silos avec plus d'une ogive afin de garantir la destruction. Cela nécessiterait plus de 3000 ogives pour mener à bien une telle attaque. Les chances de réussir une telle attaque contre la force Minuteman seraient extrêmement faibles. De plus, les Soviétiques seraient confrontés à une riposte de la part du reste de la triade nucléaire américaine, ce qui rendrait les chances encore plus faibles. Par conséquent, la mission de l'ALCS et de la triade nucléaire est de dissuader les Soviétiques de lancer une attaque en premier lieu. Cette mission de dissuasion se poursuit à ce jour.

### Ère du Strategic Air Command
De 1967 à 1970, les équipages de missiliers de l'ALCS appartiennent au 68th Strategic Missile Squadron (en) (SMS) d'Ellsworth AFB, et au 91st Strategic Missile Wing (SMW) de Minot AFB. L'équipement ALCS est installé sur diverses variantes de l'EC-135 pour inclure l'EC-135A, l'EC-135C, l'EC-135G et pendant une courte période l'EC-135L. De 1967 à 1970, ces avions appartenaient au 28th Air Refueling Squadron (en) (AREFS) d'Ellsworth AFB, au 906th AREFS (en) de Minot AFB, et au 38th Strategic Reconnaissance Squadron (en) (SRS) d'Offutt AFB,.
À partir de 1970, il n'y a que deux escadrons du SAC qui exploitent des aéronefs compatibles ALCS (en). Cela comprend le 2nd Airborne Command and Control Squadron (en) (ACCS) utilisant des avions EC-135C depuis Offutt AFB, et le 4th ACCS (en) utilisant des avions EC-135A, EC-135C et EC-135G depuis Ellsworth AFB. Les trois variantes de ces avions EC-135A/C/G ont un équipement ALCS installé à bord.

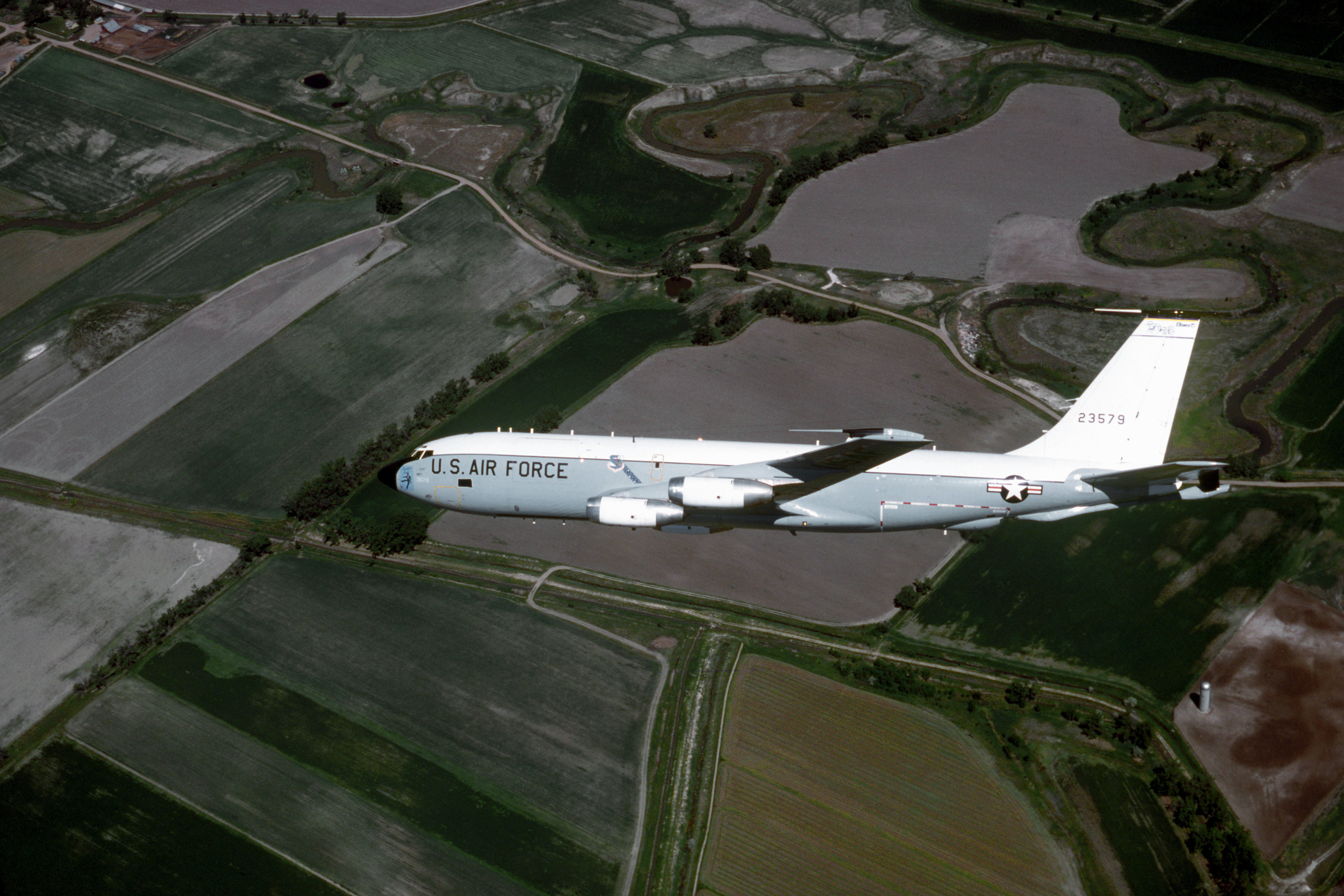
EC-135A ALCC

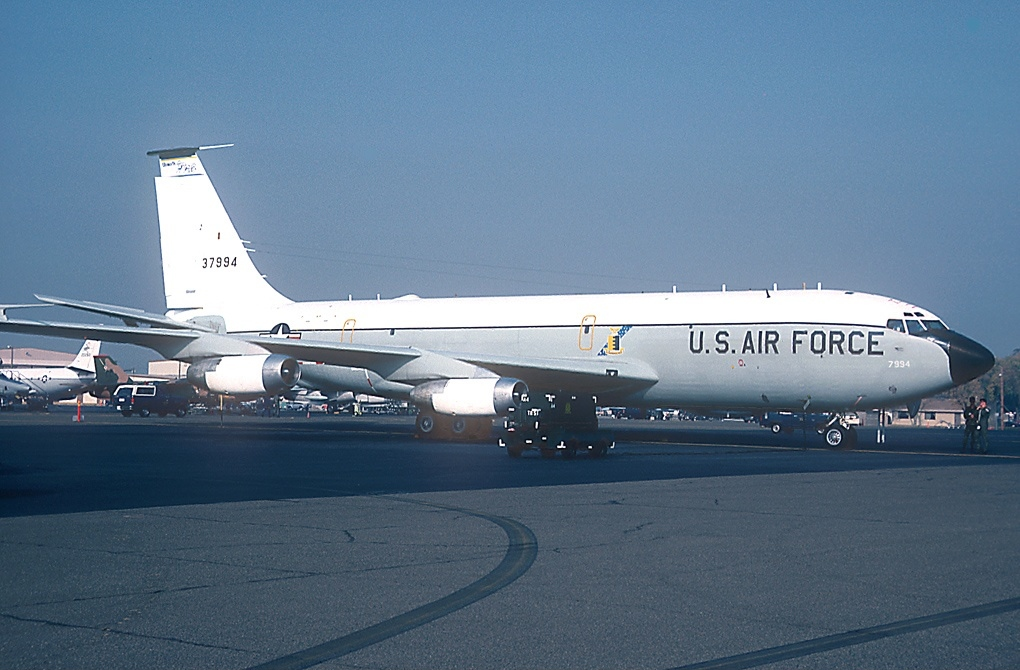
EC-135G sur la base d'Ellsworth

Le 4th ACCS est le cheval de bataille des opérations de l'ALCS. Trois centres de contrôle de lancement aéroportés (ALCC) dédiés (prononcés «Al-see»), désignés ALCC n°1, ALCC n°2 et ALCC n°3 sont en alerte au sol 24 heures sur 24, assurant une couverture ALCS pour cinq des six unités ICBM Minuteman. Ces ALCC dédiés sont pour la plupart des avions EC-135A mais parfois des EC-135C ou EC-135G, selon la disponibilité. L'ALCC n°1 est en alerte au sol à Ellsworth AFB, et pendant un scénario de guerre, son rôle serait de décoller et d'orbiter entre les unités Minuteman d'Ellsworth AFB et de Warren AFB, fournissant une assistance ALCS si nécessaire. Les ALCC n°2 et n°3 sont régulièrement en alerte au sol avancée depuis Minot AFB. Pendant un scénario de guerre, le rôle de l'ALCC n°3 serait de décoller et d'orbiter entre les unités ICBM Minuteman de Minot AFB et de Grand Forks AFB, en fournissant une assistance ALCS si nécessaire. Le rôle dédié de l'ALCC n°2 est de décoller et d'orbiter près de l'unité Minuteman de Malmstrom AFB, en fournissant une assistance ALCS si nécessaire. Le 4th ACCS maintient également un EC-135C ou EC-135G en alerte au sol à Ellsworth en tant que poste de commande aéroporté auxiliaire ouest (WESTAUXCP), qui est une sauvegarde du poste de commande aéroporté "Looking Glass" (ABNCP) du SAC, ainsi qu'un relais radio entre le "Looking Glass" et les ALCC en vol. Bien qu'équipé d'ALCS, le WESTAUXCP ne dispose pas d'une unité Minuteman à soutenir avec l'ALCS.

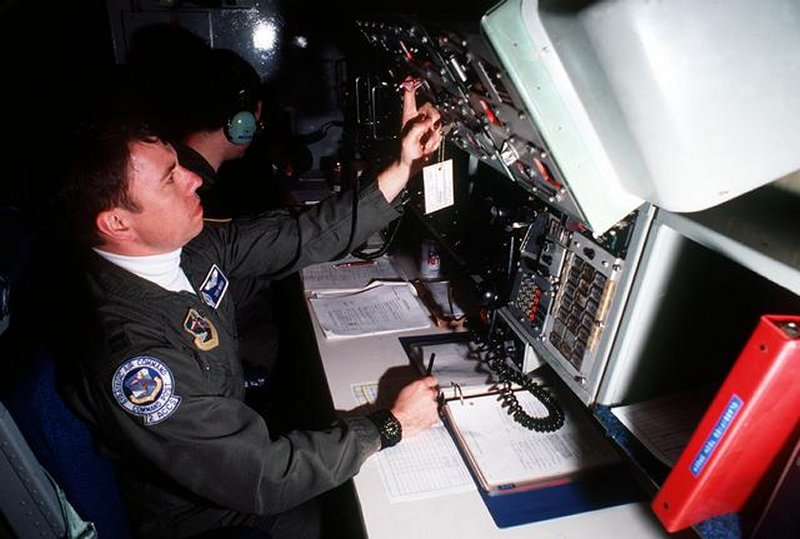
Opérateurs de l'ALCS

Le 2nd ACCS est un autre acteur majeur des opérations de l'ALCS. La mission principale du 2nd ACCS est de mettre en œuvre l'avion du SAC ABNCP "Looking Glass" en opérations aériennes continues. Cependant, en raison de sa proximité au-dessus du centre des États-Unis, le "Looking Glass" aéroporté fournit une couverture ALCS pour l'unité Minuteman située à Whiteman AFB. Non seulement Whiteman AFB possède des ICBM Minuteman II, mais elle a également des missiles Minuteman en alerte configurés ERCS. Le 2nd ACCS a également un EC-135C supplémentaire en alerte au sol sur Offutt AFB, l'EASTAUXCP, fournissant une sauvegarde au "Looking Glass" aéroporté, une capacité de relais radio et un moyen pour le commandant en chef du SAC d'échapper à une attaque nucléaire ennemie. Bien que l'EASTAUXCP soit capable d'ALCS, il n'avait pas de mission ALCS dédiée.

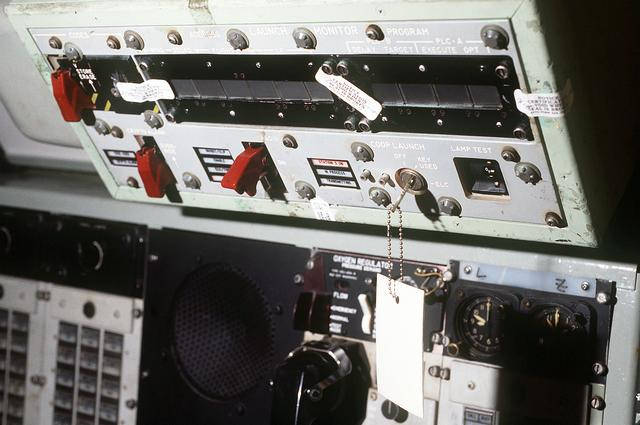
Équipement ALCS

Pendant une courte période au début des années 1980, un poste de commandement aéroporté d'urgence national (NEACP) E-4B possède également à bord de l'équipement ALCS au cours d'un programme d'essai de validation. À l'origine, le SAC prévoit d'installer toute une flotte d'E-4B pour remplacer tous les avions EC-135 "Looking Glass" existants dans le cadre d'un programme connu sous le nom de Advanced Airborne Command Post. Au cours de l'essai, un E-4B, avec un équipage de combat du SAC et un équipage ALCS à bord, effectue périodiquement des missions "Looking Glass" au départ d'Offutt AFB, afin de vérifier la faisabilité du remplacement de la flotte EC-135. En fin de compte, trop de ressources sont nécessaires et il est jugé trop coûteux de faire remplacer l'EC-135 par l'E-4B. L'équipement ALCS est ensuite retiré de l'E-4B et il poursuit la mission NEACP tandis que les différents EC-135 continuent à effectuer les missions ABNCP et ALCC.

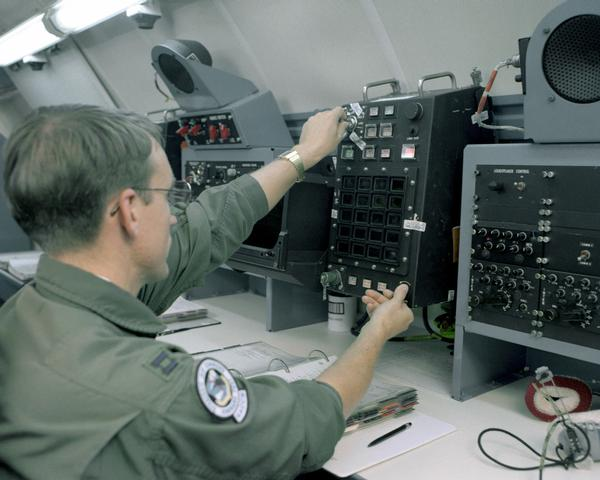
L'équipement ALCS actuel est mis en service en 1987 afin que l'ALCS puisse être compatible avec le nouvel ICBM Peacekeeper.

### Ère post guerre froide
Avec l'effondrement du Pacte de Varsovie et de l'Union soviétique et la fin de la guerre froide, plusieurs événements malheureux se déroulent pour l'ALCS. Premièrement, le 4th ACCS est désactivé avec le retrait de la plupart des avions EC-135 de l'inventaire de l'Air Force Les opérations aéroportées continues "Looking Glass" cessent, le Strategic Air Command est dissous et le 2nd ACCS est renommé 7th ACCS. Même si les temps changent et que beaucoup sont impatients de tirer profit du soi-disant "dividende de la paix" de l'après-guerre froide, d'autres s'opposent à ces changements. En fin de compte, il est impossible d'arrêter l'élan des événements mondiaux et tous ces changements. Cependant, malgré toutes les turbulences, les missiliers aéroportés utilisant l'ALCS restent en alerte et continuent à rester vigilants. Bien que les opérations de l'ALCS ne soient plus aussi répandues qu'elles l'étaient autrefois avec des ALCC dédiés en alerte, l'ALCS reste en alerte avec les EC-135C ABNCP du SAC et de l'US Strategic Command (USSTRATCOM). La posture d'alerte "Looking Glass" est désormais un mélange d'opérations d'alerte en vol et au sol.
Un autre grand changement dans les opérations de l'ALCS se produit le 1er octobre 1998. Ce jour-là, les EC-135C de l'Air Force cessent d'effectuer les opérations USSTRATCOM "Looking Glass" et sont par la suite mis à la retraite. L'E-6B Mercury de la Navy reprend la mission "Looking Glass" de l'USSTRATCOM et la mission ALCS associée.
À l'origine, le E-6A est construit pour exécuter la mission "TAke Charge And Move Out" (TACAMO) de relayer les messages d'action d'urgence aux sous-marins lanceurs d'engins de la Navy dans les océans Atlantique et Pacifique. Cependant, lorsqu'il est décidé de retirer le reste de la flotte EC-135C de l'Air Force, le E-6A est considérablement modifié. Un compartiment est ajouté, du matériel de communication supplémentaire et du matériel ALCS sont installés. En raison de ces modifications importantes, cette nouvelle variante du Mercury est renommée E-6B. Désormais, chaque fois qu'un détachement de l'USSTRATCOM et un équipage de l'ALCS sont à bord, l'E-6B est connu sous le nom d'ABNCP USSTRATCOM.

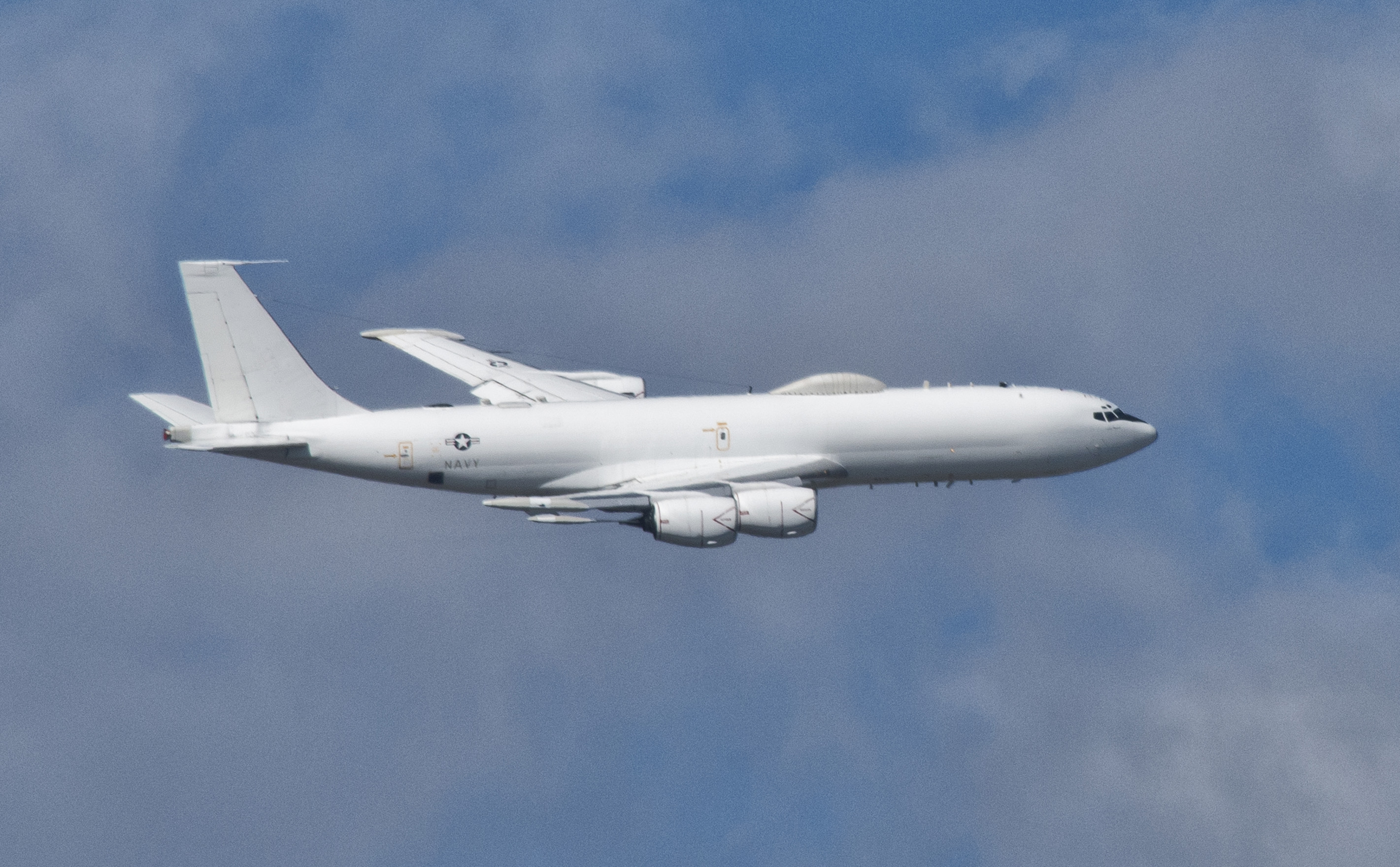
Mercure E-6B. Avion équipé actuellement de l'ALCS.

### Période actuelle
Aujourd'hui, au moins un ABNCP USSTRATCOM est en alerte 24 heures sur 24. Il est posté avec un détachement USSTRATCOM complet et un équipage ALCS à bord pour effectuer la mission "Looking Glass" en cas d'incapacité du centre d'opérations global (GOC) de l'USSTRATCOM. L'avion peut décoller rapidement pour éviter toute menace. L'équipage de l'ALCS à bord fournit toujours une capacité de lancement de survie pour les ICBM Minuteman III de l'Air Force situés dans les trois unités de missiles restantes situées à Malmstrom AFB, Minot AFB et F.E. Warren AFB. Tout comme lors de sa création originale, l'ALCS en état d'alerte fournit aujourd'hui à un adversaire une tâche insurmontable d'essayer de détruire la force de l'ICBM Minuteman. Même si les centres de contrôle de lancement au sol sont détruits, l'ABNCP USSTRATCOM peut voler au-dessus et les missiliers aéroportés à bord peuvent lancer les ICBM Minuteman III restants.

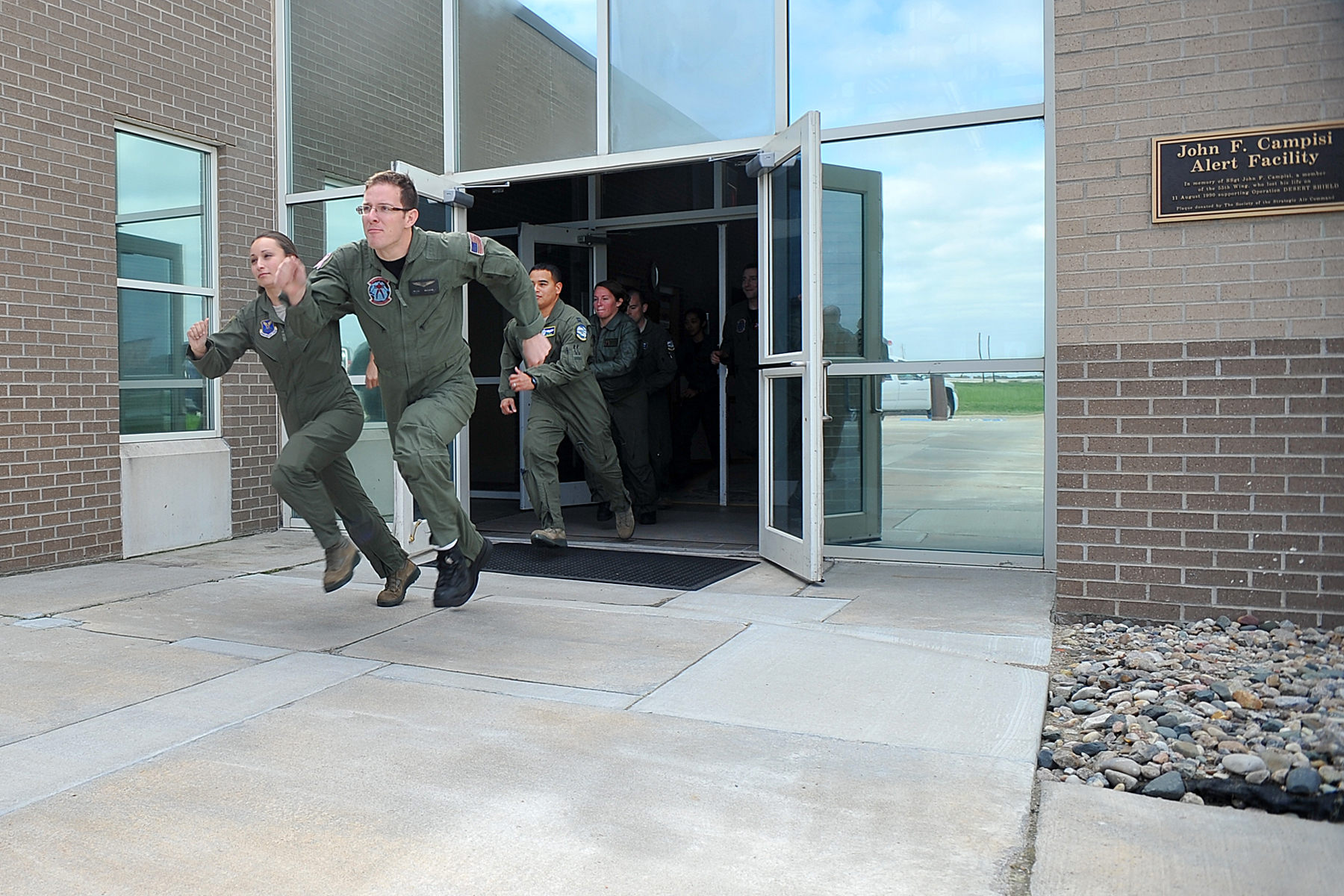
Les membres de l'équipage du poste de commandement aéroporté de l'USSTRATCOM qui se rendent à leur aéronef au cours d'un exercice d'intervention en cas d'alerte

## Informations opérationnelles

### Aéronefs configurés ALCS
La mission ALCS a été menée par plusieurs aéronefs au cours des 50 dernières années:
- EC-135: a effectué la mission "Looking Glass" et ALCC (en) pour le Strategic Air Command (1967 - 1998)
  - EC-135A (ALCC)
  - EC-135C (ABNCP et ALCC)
  - EC-135G (ALCC et ABNCP)
  - EC-135L Relais radio PACCS
- E-4B Advanced Airborne Command Post: L'avion 75-0125 a réalisé l'opération "Looking Glass" à titre d'essai de 1980 à 1981 pour évaluer la possibilité de remplacer la flotte EC-135. Jugé trop cher, l'ALCS a par la suite retiré l'E-4B[4].
- E-6B Mercury: exécute la mission "Looking Glass", ALCC (en) et TACAMO pour l'United States Strategic Command (depuis 1998)
  - E-6B

### ICBM contrôlés à distance
- LGM-30A/B Minuteman I (1967 - 1975)
- LGM-30F Minuteman II (1967 - 1992)
- LGM-30G Minuteman III (depuis 1971)
- LGM-118A Peacekeeper (1987 - 2005)

### Unités

#### Unités avec des membres d'équipage ALCS affectés
- 68th Strategic Missile Squadron (en) (Ellsworth AFB: 1967-1970)[5]
- 91st Strategic Missile Wing (Minot AFB: 1967-1969)[5],[3]
- 4th Airborne Command and Control Squadron (en) (Ellsworth AFB: 1970-1992)[6],[3]
- 2nd Airborne Command and Control Squadron (en) (Offutt AFB: 1970-1994)[4],[7],[3]
- 7th Airborne Command and Control Squadron (en) (Offutt AFB: 1994-1998)[3]
- 625th Missile Operations Flight (en)/USSTRATCOM (Offutt AFB: 1998-2007)[8]
- 625th Strategic Operations Squadron (en)/USSTRATCOM (Offutt AFB: depuis 2007)[8]

#### Unités équipées d'aéronefs équipés d'ALCS
- 28th Air Refueling Squadron (en) (Ellsworth AFB: 1967-1970)[3]
  - EC-135A, EC-135G
- 906th Air Refueling Squadron (en) (Minot AFB: 1967-1969)[3]
  - EC-135A, EC-135L
- 38th Strategic Reconnaissance Squadron (en) (Offutt AFB: 1967-1970)
  - EC-135C
- 4th Airborne Command and Control Squadron (en) (Ellsworth AFB: 1970-1992)[6],[3]
  - EC-135A, EC-135C, EC-135G, EC-135L
- 2nd Airborne Command and Control Squadron (en) (Offutt AFB: 1970-1994)[4],[7],[3]
  - EC-135C
- 7th Airborne Command and Control Squadron (en) (Offutt AFB: 1994-1998)[3]
  - EC-135C
- Strategic Communications Wing One (en) (Tinker AFB: depuis 1998)
  - Fleet Air Reconnaissance Squadron 3 (VQ-3) (en)
    - E-6B Mercury

  - Fleet Air Reconnaissance Squadron 4 (VQ-4) (en)
    - E-6B Mercury

## Lancements effectués avec l'ALCS
Cette liste ne contient aucun lancement après la phase initiale de test et d'évaluation du système.
| Date            | Nom                 | Système      | Lieu                       | Observations                       |
| --------------- | ------------------- | ------------ | -------------------------- | ---------------------------------- |
| 3 mars 1967     | BUSY LOBBY          | Minuteman    | Vandenberg AFB, LF 5       | Premier lancement assisté par ALCS |
| 17 avril 1967   | BUSY MISSILE        | Minuteman    | Vandenberg AFB, LF 08 (en) |                                    |
| 28 avril 1967   | BUSY MUMMY          | Minuteman    | Vandenberg AFB, LF 02 (en) |                                    |
| 11 mai 1967     | BUSY FELLOW         | Minuteman    | Vandenberg AFB, LF 21 (en) |                                    |
| 25 janvier 1968 | OLY TRIALS 7        | Minuteman II | Vandenberg AFB, LF 22      |                                    |
| 12 mars 1969    | GIANT FIST 3        | Minuteman II | Vandenberg AFB, LF 04 (en) |                                    |
| 18 avril 1969   | SST M-3             | Minuteman II | Vandenberg AFB, LF 25      |                                    |
| 18 juin 1969    | GLORY TRIP 37B      | Minuteman II | Vandenberg AFB, LF 07 (en) |                                    |
| 23 juillet 1969 | GLORY TRIP 41B      | Minuteman II | Vandenberg AFB, LF 07 (en) |                                    |
| 26 août 1969    | GLORY TRIP 15F (en) | Minuteman II | Vandenberg AFB, LF 22      |                                    |
| 13 octobre 1969 | GLORY TRIP 22F (en) | Minuteman    | Vandenberg AFB, LF 24      |                                    |
| 21 octobre 1969 | GLORY TRIP 45B (en) | Minuteman    | Vandenberg AFB, LF 07 (en) |                                    |
| 5 décembre 1969 | GLORY TRIP 50B (en) | Minuteman    | Vandenberg AFB, LF 07 (en) |                                    |
| 23 mars 1970    | GLORY TRIP 63B (en) | Minuteman    | Vandenberg AFB, LF 07 (en) |                                    |
| 21 mai 1970     | GLORY TRIP 55F (en) | Minuteman    | Vandenberg AFB, LF 25      |                                    |
| 8 juin 1970     | GLORY TRIP 72B (en) | Minuteman    | Vandenberg AFB, LF 07 (en) |                                    |
| 9 juillet 1970  | GLORY TRIP 66F (en) | Minuteman    | Vandenberg AFB, LF 24      |                                    |
| 3 août 1970     | GLORY TRIP 61F (en) | Minuteman    | Vandenberg AFB, LF 25      |                                    |
| 4 août 1970     | GLORY TRIP 16L (en) | Minuteman    | Vandenberg AFB, LF 05 (en) |                                    |
| 26 août 1970    | GLORY TRIP 43M (en) | Minuteman    | Vandenberg AFB, LF 05 (en) |                                    |